# Heaven's Rain
Pour plus de détails, voir Fiche technique et Distribution.
Heaven's Rain est un long métrage basé sur l'histoire vraie de la quête permanente de Brooks Douglass (en) pour amener les assassins de ses parents et les violeurs de sa sœur en justice. Le film réalisé par Paul Brown, a été écrit par Brown et Douglass.
La sortie du film était limitée à la fin 2010 à l'Oklahoma, le Texas et le sud-ouest des États-Unis, avec une sortie plus étendue prévue pour février 2011.
Le titre est tiré de la tirade The quality of mercy de Portia dans Le Marchand de Venise de William Shakespeare : The quality of mercy is not strain'd, It droppeth as the gentle rain from heaven (La qualité de la miséricorde n’est pas tendue, elle coule comme la douce pluie du ciel).

## Synopsis
Après le travail missionnaire sur le fleuve Amazone au Brésil, le Dr Richard Douglass a déménagé sa famille dans la région d'Oklahoma City, devenu un ministre baptiste très respecté à la grande congrégation de l'église First Baptist de Putnam City. Son épouse Marilyn était une chanteuse accomplie et mère aimante . Le couple a eu deux enfants, Brooks 16 ans, et Leslie 12 ans. Le 15 octobre 1979, Odete , Glen Ake et Steven Hatch sont entrés dans leur maison, les parents et les attachés Brook , a pris 12 ans Leslie dans la chambre où les deux hommes l'ont violée. Après avoir ligoté Leslie , ils ont tiré tous les quatre membres de la famille , tuant les parents et les laissant les deux frères et sœurs pour mort.
Le film est une histoire de pardon comme principalement vu dans la perspective de Brooks . Les deux Brooks et Leslie ont enduré à travers l'horreur du crime, puis traiter à travers les conséquences émotionnelles pour exceller éventuellement dans leurs carrières respectives , il en tant que législateur de l'État, homme d'affaires, producteur et acteur; elle comme un éducateur professionnel,.

## Distribution
- Mike Vogel, Brooks Douglass
- Erin Chambers, Nicole
- Taryn Manning, Leslie Douglass
- Marilyn McIntyre (en), Margaret
- Rebecca McCauley, Jackie
- Casey Sander, Captain Larsen
- Joshua Norman, Prison Guard
- Silas Weir Mitchell, Ake
- Brooks Douglass (en), Dr Richard Douglass
- Kelly Curran, Marilyn Douglass
- Megan Paul, Heather
- Nicholas Braico, Child Brooks
- Taylor Pigeon, Child Leslie
- Mollie Milligan (tr), Julie Mitchell
- note that daughter/sister/victim Leslie Douglass appears as a Night Club Singer performing "Shenandoah"[5]

## Pistes sonores
- "Original Score"

Composé et dirigé par Maria Newman 
- "Shenandoah"

Paroles et musique dans le domaine public mondial Interprété par Wendy page Arranged by Charlton Pettus
- "His Eye Is On The Sparrow"

Paroles de Civilla D. Martin Musique de Charles Hutchinson Gabriel Interprété par Wendy page Arranged by Charlton Pettus
- "Down To The River To Pray"

Paroles et musique dans le domaine public mondial Interprété par Georgica Pettus Arranged by Charlton Pettus
- "Are We There"

Écrit par Lindsay Tomasic Joué par Lindsay Tomasic Publié par Heavy Hitters
- "Lounging With Ease"

Écrit par Michael Mandel joué par Mike Mandel Publié par Mopsy Musique
- "Shenandoah"

Paroles et musique dans le domaine public mondial Interprété par Leslie Douglass Arranged by Charlton Pettus
- "Tell Me What's Happening"

Écrit par Gaby Moreno Interprété par Gaby Moreno sous licence de dossiers Ville , LLC
- "Tracks Across The Sky"

Écrit par Todd Thibaud Joué par Todd Thibaud Publié par Heavy Hitters
- "Love, Reign O'er Me"

Écrit par Pete Townshend Interprété par The Who Courtoisie de Geffen Records et Polydor Ltd (UK ) Sous licence Universal Music Enterprises
- "Love, Reign O'er Me"

Écrit par Pete Townshend Interprété par Taryn Manning Publié par Universal Music Carrières au nom de Towser Tunes , Inc. , Abkco Music, Inc. et fabuleux Music Ltd
- "Love, Reign O'er Me"

Écrit par Pete Townshend Interprété par Gaby Moreno Arrangé par Charlton Pettus Publié par Universal Music Carrières au nom de Towser Tunes , Inc. , Abkco Music, Inc. et fabuleux Music Ltd 